# I'll Meet You at Midnight
"I'll Meet You at Midnight" is een nummer van de Britse rockband Smokie uit 1976.
Het staat op hun studioalbum Midnight Café en is in september 1976 als derde single van het album uitgebracht. Het nummer is geschreven en geproduceerd door Mike Chapman en Nicky Chinn.
Het nummer haalde de vijfde plek in de Nederlandse Top 40 en Single Top 100, en de elfde plek in de Vlaamse Ultratop 50. Ook in de UK Singles Chart kwam het tot de elfde plek. In Ierland wist de groep er een nummer 1-hit mee te scoren.
Chris Norman (2000) en Markku Aro (1977) hebben beiden een coverversie van het nummer uitgebracht.

## NPO Radio 2 Top 2000
I'll Meet You at Midnight stond alleen in 1999 in de NPO Radio 2 Top 2000, op plek 1611.